# NGC 3381
NGC 3381 est une galaxie spirale barrée située dans la constellation du Petit Lion. NGC 3381 a été découverte par l'astronome germano-britannique William Herschel en 1786.

## Caractéristiques
Sa vitesse par rapport au fond diffus cosmologique est de 1 903 ± 19 km/s, ce qui correspond à une distance de Hubble de 28,1 ± 2,0 Mpc (∼91,7 millions d'al).
NGC 3381 présente une large raie HI et renferme des régions d'hydrogène ionisé. C'est aussi une galaxie de type Wolf-Rayet.

## Groupe de NGC 3396
NGC 3381 fait partie du groupe de NGC 3396. Ce groupe de galaxies comprend au moins 11 galaxies : NGC 3381, NGC 3395, NGC 3396, NGC 3424, NGC 3430, NGC 3442, UGC 5898, IC 2604, PGC 32631, UGC 5934 et UGC 5990.